# Первая битва у Асентехо
Первая битва у Асенте́хо — сражение между вторгшимися испанцами на остров Тенерифе и местным коренным населением, известным как гуанчи. Испанцами командовал аделантадо («военный губернатор») Алонсо Фернандес де Луго, продавший своё имущество для финансирования завоевания Тенерифе.
Фернандесу де Лугo способствовал тот факт, что миссионеры уже начали обращать в христианство гуанчей Тенерифе, и несколько племенных групп гуанчей доброжелательно относились к кастильцам (известных на испанском языке как Бандос де Пас). Фернандес де Луго с войском высадился в Аньясо, возле современного Санта-Крус-де-Тенерифе, в конце апреля, и воздвиг укреплённый лагерь — Эль Реаль-де-Санта-Крус. Продвигаясь вглубь острова, Фернандес де Луго укреплял союзнические отношения с дружескими племенами и пытался достичь такого же соглашения с другими группами, в том числе и с Таоро. Менсей Таоро Бенкомо ответил отказом на условия, предложенные Фернандесом де Луго, и приступил к созданию коалиции, которая могла бы противостоять захватчикам.
Кастильские войска пересекли территорию современного Сан-Кристобаль-де-ла-Лагуна и вошли в район Асентехо. Кастильцы вступили в ущелье Барранко-де-Сан-Антонио, по всей вероятности, не проведя разведку и рекогносцировку местности. Кастильцы были защищены доспехами и щитами, на вооружении у них находились арбалеты, аркебузы и одно артиллерийское орудие. Гуанчи, вооружённые лишь деревянными копьями, пращами и камнями, ринулись на захватчиков со склонов ущелья. Склоны были покрыты густым древовидным кустарником, который сильно затруднял движение испанских конных отрядов. Армия гуанчей, насчитывавшая приблизительно 3300 человек, воспользовалась преимуществом в маневренности и доскональным знанием местности. Отряд из 300 человек напал из засады на авангард испанских войск, затем основные силы островитян нанесли удар по арьергарду. Под началом Фернандеса Луго находилось 1120 военнослужащих. По мнению исследователей, от 900 до 1000 из них погибли в первой битве при Асентехо. Сам Фернандес де Луго спасся, сбросив красный плащ аделантадо и переодевшись солдатом. Вместе с остатками своего войска он отплыл на остров Гран-Канария.
Город, построенный на месте, где произошла битва, называется Ла-Матанса-де-Асентехо («Резня Асентехо»). Это было крупнейшее поражение в истории испанских завоеваний в Атлантике, с точки зрения потерь, понесенных Испанией.